# パルステック工業
パルステック工業株式会社（パルステックこうぎょう、英: PULSTEC INDUSTRIAL CO., LTD.）は、光関連の検査機器を主とした電子機器の製造および販売を手がける企業。光に関する高い技術力を持ち、特に光ディスク分野を得意とする。
「研究開発主導型モノづくり企業」を提唱しており、近年は同社の持つ光技術を応用し、3Dスキャナや医療分野などへの応用を行っている。1996年、日本証券業協会（現・JASDAQ）に株式を店頭登録ののち、2000年3月に東京証券取引所二部（現・東証スタンダード市場）上場。

## 沿革
- - 1984年　インサーキットテスタ"ICT-8000シリーズ"を開発。
  - 1985年　実装プリント基板自動調整装置"CASY-2000"を開発。
  - 1986年　東京都港区西新橋に東京営業所及び開発室を開設｡
  - 1988年　実装プリント基板機能検査装置(ファンクションテスタ)"U-FUN1600"を開発。
  - 　　　　 光ディスクのドライブ装置「DDU-1000」を開発。
  - 1990年　CDプレーヤ用光ピックアップ自動調整装置"O-PAS 1100F"を開発｡
  - 1991年　大阪府吹田市江坂町に大阪営業所を開設｡
  - 　　　　 実装プリント基板機能検査装置"F-900"を開発｡
  - 1992年　北菱電機工業株式会社と合併｡
  - 1995年　CD-R4倍速ディスク検査装置"OMT-2000X4"を開発｡
  - 1996年　米国カリフォルニア州トーランスに現地法人を設立｡
  - 　　　　 DVD評価用光ディスクドライブ装置(業界標準)を開発｡
  - 　　　　 DVDプレーヤ用光ピックアップ評価装置"O-PAS 1000A"を開発｡
  - 　　　　 DVDプレーヤ用光ピックアップ自動調整装置"O-PAS 1100F"を開発｡
  - 1998年　DVD検査用プレーヤ"SDP-1000"を開発｡
  - 1999年　相変化光ディスク初期化装置"ODI-1000"を開発｡
  - 2000年　英国スウィンドンに欧州事務所を開設｡
  - 　　　　 東京証券取引所市場第二部へ上場｡
  - 　　　　 CD-R/RWディスク12倍速テスタ"RDC-12x"を開発｡
  - 2001年　中国北京市に北京事務所を開設｡
  - 2002年　中国の天津市保税区に現地法人帕路斯(天津)国際貿易有限公司を設立。
  - 2003年　光ディスク評価装置"ODU-1000"を開発。。
  - 2004年　中国の北京市に現地法人帕路斯(北京)科技有限公司を設立。
  - 　　　　 Blu-ray Disc評価装置用光ピックアップを開発。
  - 2005年　光ディスク(Blu-ray/HD DVD)用自動評価装置"ODU-1000(BDT/HDT)"を開発。
  - 2006年　Shack–Hartmann波面センサ　"PWS-1000/2000"　を開発。
  - 　　　　 光ピックアップ光学式調整装置"HS-1"を開発。
  - 　　　　 産業技術総合研究所と共同でナノ加工装置"NEO-500"を開発。
  - 　　　　 "BD/HD MASTER"を開発。
  - 2007年　BD用高速BCAライタ"CARVEX-BW50"を開発。
  - 2008年　量産用低価格ピックアップ評価装置"O-PAS100"を開発。
  - 　　　　 BD用SERチェッカを開発。
  - 2009年　BD MASTERスタンパ評価装置を開発。
  - 2010年　 2倍速対応"BD-MASTER"を開発。第5回モノづくり連携大賞を受賞(日刊工業新聞主催)
  - 2012年　ナノうねり計測ユニット"LUCAS-NuK"を開発。
  - 　　　　 FSCANを搭載した手術ナビゲーションシステムの医療認可取得。
  - 　　　　 ポータブル型Ｘ線残留応力測定装置"μ-X360"、狭小部測定用"μ-X360n"を開発。
  - 2013年　残留オーステナイト計測ソフト、電解研磨機を開発。
  - 　　　　 高速リアルタイムPCR装置"Puls-QPCR"を開発。
  - 2014年　バナジウム管球を搭載したポータブル型X線残留応力測定装置"μ-X360nV"を開発。
  - 　　　　 小型高速波面センサ　"PWS-500"　を開発。
  - 　　　　 (一社)日本非破壊検査協会から「学術奨励賞」を受賞。
  - 　　　　 医療機器製造業許可証を取得。
  - 2015年　ポータブル型X線残留応力測定装置"μ-X360n Long Range"を開発。
  - 　　　　 (一社)日本塑性加工学会から日本塑性加工学会技術開発賞を受賞。
  - 　　　　 国際標準規格"ISO13485"の認証を取得。
  - 2016年　浜松市新エネ・省エネ対策においてトップランナー大賞を受賞。
  - 　　　　 日本ナショナルインスツルメンツ株式会社より「アライアンスパートナー企業」認証取得。
  - 　　　　 世界最小・最軽量のポータブル型X線残留応力測定装置"μ-X360s"を開発。
  - 2017年　計測ヘッドを分離した超小型Ｘ線残留応力測定装置を開発。
  - 2018年　経済産業省から地域経済を牽引する中核企業として「地域未来牽引企業」に選定される。
  - 2019年　世界初の非接触硬さムラスキャナ"muraR"を開発。
  - 　　　　 厚生労働省より子育てサポート企業として「くるみん認定」取得。
  - 　　　　 "muraR"が「第49回機械工業デザイン賞」日本商工会議所会頭賞を受賞。
  - 　　　　（日刊工業新聞社主催）"μ-X360s"が「第33回中日産業技術賞」特別奨励賞を受賞。（中日新聞社主催）
  - 2020年　"μ-X360s"が「精密工学会ものづくり賞」最優秀賞を受賞。
  - 2021年　厚生労働省より子育てサポート企業として2度目の「くるみん認定」取得。
  - 　　　 　第三種医療機器製造販売業許可証を取得。
  - 2022年　米国ミシガン州ノバイに現地法人Pulstec USA, Inc. を移転。
  - 　　　　 Ⅹ線単結晶方位測定装置"s-Laue"を開発。
  - 2023年　「健康経営優良法人2023 (中小規模法人部門)」取得。
  - 2024年　「健康経営優良法人2024 (中小規模法人部門)」取得。
  - 　　　　　 熱処理硬化層深さ測定装置 "Hardness EYE" を開発。

## 事業内容
工場など企業向けに、高度な光学テクノロジーを用いた製品の開発及び販売を行っている。個人一般向けの製品は取り扱っていない。

### 残留応力測定
同社の残留応力測定器は、Cosα法を用いた製品化が世界初となり、高精度・低コストでの残留応力測定が実現された。半価幅、残留オーステナイト、結晶レベル、強度分布、硬化層深さなどの、金属全般の残留応力測定を取り扱う。

### 光応用分野
国内で唯一のShack–Hartmann波面センサの製造販売を手がけ、光学レンズの波面測定や補償光学でトップシェアを争う。また人間や物（建造物等）を対象とした三次元計測装置（3Dスキャナ）の他、ナノメーターサイズの加工装置、医療機器の受託製造（OEM）等を行う。

### 光ディスク
DVDフォーラム、Blu-ray Discアソシエーション、HSDフォーラム（HVDフォーラム）参加企業。同社のDVD向け光ディスク、光ピックアップ検査および評価装置は世界水準と言われており、トップシェアを誇る。Blu-ray DiscやHD DVDの評価装置も手がけている（ただし、HD DVDは東芝の撤退により取扱終了）。2003年2月19日にはオプトウェアと提携、HVD（ホログラフィック・バーサタイル・ディスク）用評価装置を取り扱っている。

## 実績

### 製品
かつて同社は、CDからBlu-rayに至る光ディスク検査装置や光ピックアップ評価装置を製造し、国内外の企業に製品を販売・輸出していた。これにより、光ディスク技術の品質管理や評価において重要な役割を果たし、グローバル市場での信頼性を確立していた。しかし、光ディスク市場が縮小する中、同社は保有する光学技術と研究開発力を活用し、新たな製品分野への展開を図る。この戦略により、光学技術の応用における競争力を維持しつつ、技術革新を追求し、新たな市場機会を創出。
同社は、静岡県中小企業技術研究開発費補助事業や産学共同研究開発事業への選定、日本非破壊検査協会学術奨励賞など、光学分野における取り組みが幅広い業界から注目を集めている。近年では残留応力測定装置への関心が高まり、中日新聞社主催の「中日産業技術賞」や日刊工業新聞社主催の「機械工業デザイン賞」、一般社団法人精密工学会主催の「精密工学会ものづくり賞」などで、当社の製品が受賞し、高い評価を得ている。また、経済産業省の地域未来牽引企業に選定されるなど、業界内外からの評価を確立した。

### 次世代DVD戦争（高解像度光ディスク規格戦争）
2000年代中旬にDVDの後継となる次世代光ディスク規格を巡って起きた次世代DVD戦争（高解像度光ディスク規格戦争）では、ソニーやパナソニック、ディズニーなどの企業が支持したBlu-ray Discと東芝やマイクロソフトが中心となって開発を進めたHD DVDの2つの規格が対立。対立以前より光ディスクの検査機器最大手メーカーとして両陣営企業に深く携わっていた当社は製造・開発・技術的進歩に大きく貢献。その結果、日本国内の光学分野および光ディスク分野の世界規模の競争力拡大に寄与した。

### 労働環境
くるみん認定、健康経営優良法人認定をそれぞれ複数回取得するなど、福利厚生に力を入れ、積極的な働き方改革に注力する。特に、有給休暇取得率、育児休暇取得率、ノー残業デーにおける定時退社率を公開するなど、透明性を重視したホワイト企業化を推進。この結果、静岡県内中小企業優良企業ランキングでは4位となる等、上場企業でありながら地域社会からの評価も高い。